# Gerhard Wägemann

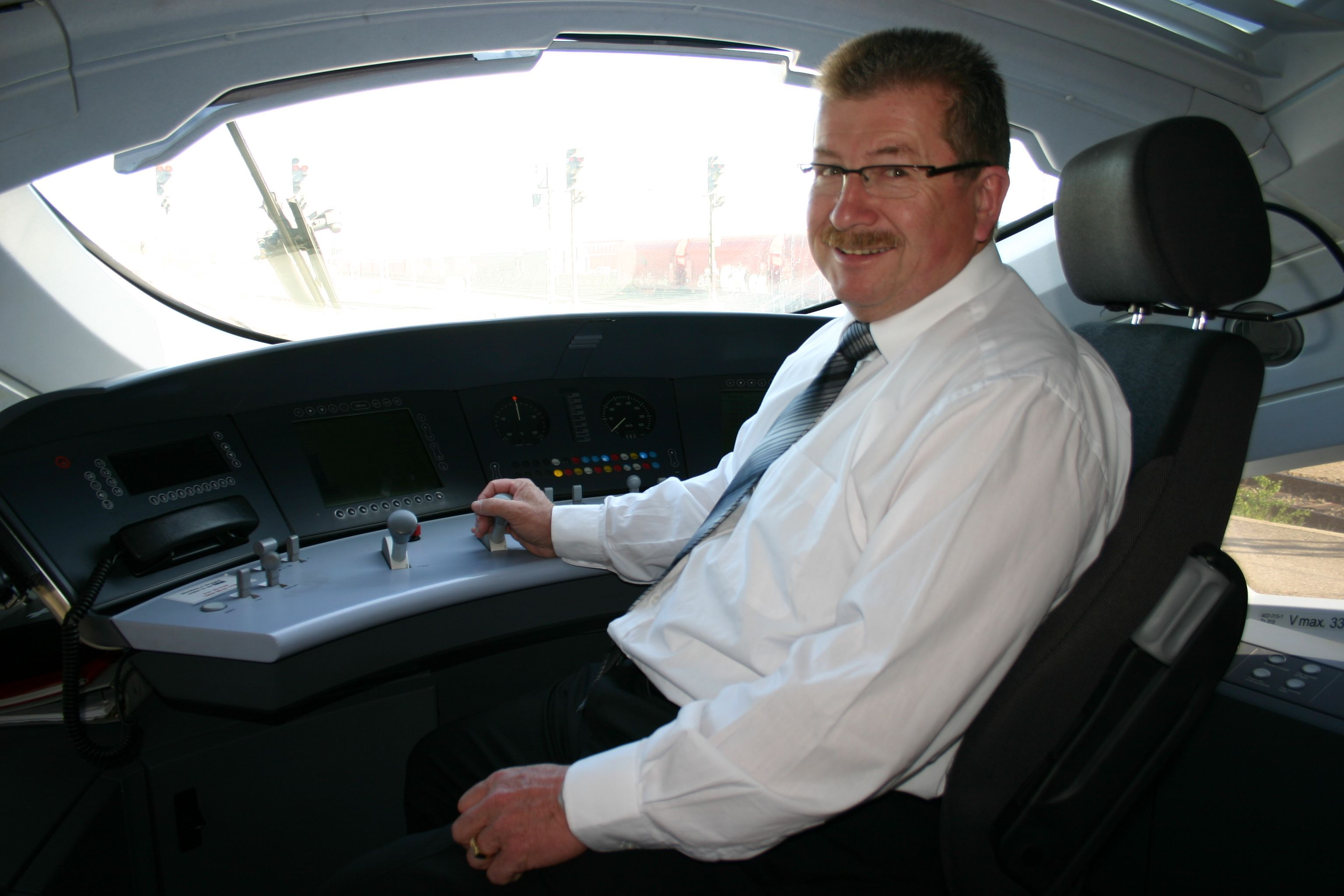
Gerhard Wägemann bei der Eröffnung der Schnellfahrstrecke Nürnberg-Ingolstadt am 4. Mai 2006

Gerhard Wägemann (* 2. Februar 1953 in Weißenburg in Bayern) ist ein Politiker der CSU. Er war von 2011 bis 2020 Landrat des Landkreises Weißenburg-Gunzenhausen. Zuvor war er von 2003 bis 2011 Mitglied des Bayerischen Landtags.

## Leben
Er wuchs auf einem Bauernhof in Weißenburg in einem kommunalpolitisch aktiven Elternhaus auf. Politisch betätigte er sich zuerst in der Jungen Union, später auch in der CSU. Nach praktischer Berufsausbildung und anschließendem Studium der Agrarwirtschaft in  Triesdorf über die Fachoberschule und die Fachhochschule Weihenstephan begann er seine berufliche Karriere beim Bayerischen Bauernverband. Später wechselte er als Geschäftsführer zum Zweckverband Senefelder-Schule in Treuchtlingen, dem Schulträger für die dortige Kooperative Gesamtschule, und bildete sich zum Verwaltungsfachwirt weiter.
Von 1990 bis Ende 2004 gehörte er dem Stadtrat von Weißenburg an und war Stellvertretender Vorsitzender der CSU-Stadtratsfraktion. In den Bezirkstag von Mittelfranken wurde er 1994 für den Landkreis Weißenburg-Gunzenhausen gewählt. Bis zu seinem Ausscheiden aus dem Bezirkstag nach seiner Wahl in den Bayerischen Landtag 2003 war er dort Stellvertretender Vorsitzender der CSU-Bezirkstagsfraktion. Er war Kreisrat des Landkreises Weißenburg-Gunzenhausen  von Oktober 2005 bis zu seiner Wahl zum Landrat im Dezember 2011.
Bei der Landtagswahl am 21. September 2003 wurde Gerhard Wägemann als Abgeordneter für den neu gebildeten Stimmkreis Ansbach-Süd, Weißenburg-Gunzenhausen mit 61,5 % in den Bayerischen Landtag gewählt. 2008 wurde er wiedergewählt. Wägemann war stellvertretender Vorsitzender im Ausschuss für Bildung, Jugend und Sport sowie Mitglied im Ausschuss für Hochschule, Forschung und Kultur. Er war von 1999 bis 2011 Kreisvorsitzender der CSU im Landkreis Weißenburg-Gunzenhausen, Bezirksvorsitzender des CSU-Arbeitskreises Schule, Bildung und Sport Mittelfranken sowie Vorstandsmitglied im Landschaftspflegeverband Mittelfranken. Ab 2011 war Gerhard Wägemann Mitglied des Präsidiums des Bayerischen Landtages bis zu seinem Ausscheiden aus dem Landtag im Dezember 2011.
Am 17. März 2009 wurde er zum Vorsitzenden des Bayerischen Landessportbeirates gewählt.
Wägemann erreichte als Kandidat der CSU bei der vorgezogenen Landratswahl im Landkreis Weißenburg-Gunzenhausen am 20. November 2011 die absolute Mehrheit mit 51,2 % der Wählerstimmen bei vier Kandidaten und wurde somit Nachfolger des verstorbenen Landrates Franz Xaver Uhl. Am 24. September 2017 wurde er mit 89,3 % der Wählerstimmen für weitere sechs Jahre gewählt. Auf eigenen Wunsch schied er am 30. April 2020 vorzeitig aus Altersgründen aus dem Amt als Landrat aus. Ihm folgte Manuel Westphal nach.
Am 1. Januar 2021 übernahm er den Vorsitz des Tourismusverbandes Franken e. V., dem größten bayerischen Tourismusverband, von Joachim Herrmann.
Gerhard Wägemann ist verheiratet und hat eine erwachsene Tochter.